# Edvin Murati
Edvin Murati (Tirana, 12 novembre 1975) è un ex calciatore albanese, di ruolo centrocampista.

## Carriera

### Club
In carriera ha militato nelle seguenti squadre: in Albania nel Partizani Tirana, in Francia nel Paris Saint-Germain, Châteauroux, Saint-Brieuc, Lilla, in Germania nel Fortuna Düsseldorf ed in Grecia nell'Īraklīs e Panserraïkos.

### Nazionale
Ha giocato anche nella nazionale albanese, collezionando 42 presenze e 4 goal.

## Statistiche

### Presenze e reti nei club
Statistiche aggiornate al 14 ottobre 2007.
| Stagione                     | Squadra                      | Campionato                   | Campionato | Campionato | Coppa nazionale | Coppa nazionale | Coppa nazionale | Coppe europee | Coppe europee | Coppe europee | Altre coppe | Altre coppe | Altre coppe | Totale | Totale |
| Stagione                     | Squadra                      | Comp                         | Pres       | Reti       | Comp            | Pres            | Reti            | Comp          | Pres          | Reti          | Comp        | Pres        | Reti        | Pres   | Reti   |
| ---------------------------- | ---------------------------- | ---------------------------- | ---------- | ---------- | --------------- | --------------- | --------------- | ------------- | ------------- | ------------- | ----------- | ----------- | ----------- | ------ | ------ |
| 1992-1993                    | Partizani Tirana             | KP                           | 0          | 0          | CA              | 0               | 0               | -             | -             | -             | -           | -           | -           | 0      | 0      |
| 1993-1994                    | Paris Saint-Germain 2        | CFA                          | 8          | 2          | -               | -               | -               | -             | -             | -             | -           | -           | -           | 8      | 2      |
| 1994-1995                    | Paris Saint-Germain 2        | CFA                          | 22         | 9          | -               | -               | -               | -             | -             | -             | -           | -           | -           | 22     | 9      |
| 1995-1996                    | Châteauroux                  | D2                           | 31         | 0          | CF+CdL          | 1+1             | 1+0             | -             | -             | -             | -           | -           | -           | 33     | 1      |
| lug.-ago. 1996               | Stade Briochin               | D2                           | 1          | 0          | CF+CdL          | 0+0             | 0               | -             | -             | -             | -           | -           | -           | 1      | 0      |
| 1996-1997                    | Paris Saint-Germain 2        | CFA                          | 27         | 7          | -               | -               | -               | -             | -             | -             | -           | -           | -           | 27     | 7      |
| 1997-gen. 1998               | Paris Saint-Germain 2        | CFA                          | 15         | 3          | -               | -               | -               | -             | -             | -             | -           | -           | -           | 15     | 3      |
| Totale Paris Saint-Germain 2 | Totale Paris Saint-Germain 2 | Totale Paris Saint-Germain 2 | 72         | 21         |                 | -               | -               |               | -             | -             |             | -           | -           | 72     | 21     |
| gen.-giu. 1998               | Paris Saint-Germain          | D1                           | 1          | 0          | CF+CdL          | 0+0             | 0               | UCL           | 0             | 0             | -           | -           | -           | 1      | 0      |
| 1998-1999                    | Fortuna Düsseldorf           | 2L                           | 11         | 0          | CG              | 2               | 0               | -             | -             | -             | -           | -           | -           | 13     | 0      |
| 1999-2000                    | Paris Saint-Germain          | D1                           | 16         | 0          | CF+CdL          | 3+4             | 0+1             | -             | -             | -             | -           | -           | -           | 23     | 1      |
| Totale Paris Saint-Germain   | Totale Paris Saint-Germain   | Totale Paris Saint-Germain   | 17         | 0          |                 | 7               | 1               |               | -             | -             |             | -           | -           | 24     | 1      |
| 2000-2001                    | Lilla                        | D1                           | 14         | 1          | CF+CdL          | 1+1             | 0               | -             | -             | -             | -           | -           | -           | 16     | 1      |
| 2001-2002                    | Lilla                        | D1                           | 16         | 0          | CF+CdL          | 1+1             | 0               | UCL+CU        | 3+1           | 0             | -           | -           | -           | 22     | 0      |
| Totale Lilla                 | Totale Lilla                 | Totale Lilla                 | 30         | 1          |                 | 4               | 0               |               | 4             | 0             |             | -           | -           | 38     | 1      |
| 2002-2003                    | Īraklīs                      | AE                           | 22         | 2          | CG              | 3               | 0               | CU            | 2             | 0             | -           | -           | -           | 27     | 2      |
| 2003-2004                    | Īraklīs                      | AE                           | 21         | 2          | CG              | 4               | 0               | -             | -             | -             | -           | -           | -           | 25     | 2      |
| 2004-2005                    | Īraklīs                      | AE                           | 7          | 2          | CG              | 1               | 0               | -             | -             | -             | -           | -           | -           | 8      | 2      |
| 2005-2006                    | Īraklīs                      | AE                           | 16         | 0          | CG              | 1               | 1               | -             | -             | -             | -           | -           | -           | 17     | 1      |
| Totale Īraklīs               | Totale Īraklīs               | Totale Īraklīs               | 66         | 6          |                 | 9               | 1               |               | 2             | 0             |             | -           | -           | 77     | 7      |
| 2006-2007                    | Panserraïkos                 | BE                           | 22         | 8          | CG              | 1               | 0               | -             | -             | -             | -           | -           | -           | 23     | 8      |
| 2007-gen. 2008               | Panserraïkos                 | BE                           | 3          | 0          | CG              | 0               | 0               | -             | -             | -             | -           | -           | -           | 3      | 0      |
| Totale Panserraïkos          | Totale Panserraïkos          | Totale Panserraïkos          | 25         | 8          |                 | 1               | 0               |               | -             | -             |             | -           | -           | 26     | 8      |
| Totale carriera              | Totale carriera              | Totale carriera              | 253        | 36         |                 | 25              | 3               |               | 6             | 0             |             | -           | -           | 284    | 39     |

### Cronologia presenze e reti in nazionale
| Cronologia completa delle presenze e delle reti in nazionale ― Albania | Cronologia completa delle presenze e delle reti in nazionale ― Albania | Cronologia completa delle presenze e delle reti in nazionale ― Albania | Cronologia completa delle presenze e delle reti in nazionale ― Albania | Cronologia completa delle presenze e delle reti in nazionale ― Albania | Cronologia completa delle presenze e delle reti in nazionale ― Albania | Cronologia completa delle presenze e delle reti in nazionale ― Albania | Cronologia completa delle presenze e delle reti in nazionale ― Albania |
| Data                                                                   | Città                                                                  | In casa                                                                | Risultato                                                              | Ospiti                                                                 | Competizione                                                           | Reti                                                                   | Note                                                                   |
| ---------------------------------------------------------------------- | ---------------------------------------------------------------------- | ---------------------------------------------------------------------- | ---------------------------------------------------------------------- | ---------------------------------------------------------------------- | ---------------------------------------------------------------------- | ---------------------------------------------------------------------- | ---------------------------------------------------------------------- |
| 19-8-1998                                                              | Nicosia                                                                | Cipro                                                                  | 3 – 2                                                                  | Albania                                                                | Amichevole                                                             | -                                                                      | 46’                                                                    |
| 18-8-1999                                                              | Lubiana                                                                | Slovenia                                                               | 2 – 0                                                                  | Albania                                                                | Qual. Euro 2000                                                        | -                                                                      | 59’                                                                    |
| 4-9-1999                                                               | Tirana                                                                 | Albania                                                                | 3 – 3                                                                  | Lettonia                                                               | Qual. Euro 2000                                                        | -                                                                      | 46’                                                                    |
| 6-10-1999                                                              | Marousi                                                                | Grecia                                                                 | 2 – 0                                                                  | Albania                                                                | Qual. Euro 2000                                                        | -                                                                      | 55’                                                                    |
| 9-10-1999                                                              | Tirana                                                                 | Albania                                                                | 2 – 1                                                                  | Georgia                                                                | Qual. Euro 2000                                                        | -                                                                      | 54’ 90+3’                                                              |
| 8-2-2000                                                               | Ta' Qali                                                               | Albania                                                                | 1 – 0                                                                  | Azerbaigian                                                            | Rothmans Tournament                                                    | 1                                                                      |                                                                        |
| 10-2-2000                                                              | Ta' Qali                                                               | Malta                                                                  | 0 – 1                                                                  | Albania                                                                | Rothmans Tournament                                                    | -                                                                      | cap. 82’                                                               |
| 26-4-2000                                                              | Prilep                                                                 | Macedonia                                                              | 1 – 0                                                                  | Albania                                                                | Amichevole                                                             | -                                                                      | 46’                                                                    |
| 15-8-2000                                                              | Tirana                                                                 | Albania                                                                | 0 – 0                                                                  | Cipro                                                                  | Amichevole                                                             | -                                                                      |                                                                        |
| 2-9-2000                                                               | Helsinki                                                               | Finlandia                                                              | 2 – 1                                                                  | Albania                                                                | Qual. Mondiali 2002                                                    | 1                                                                      | 20’ 76’                                                                |
| 24-3-2001                                                              | Leverkusen                                                             | Germania                                                               | 2 – 1                                                                  | Albania                                                                | Qual. Mondiali 2002                                                    | -                                                                      | 54’                                                                    |
| 2-6-2001                                                               | Heraklion                                                              | Grecia                                                                 | 1 – 0                                                                  | Albania                                                                | Qual. Mondiali 2002                                                    | -                                                                      | 40’                                                                    |
| 6-6-2001                                                               | Tirana                                                                 | Albania                                                                | 0 – 2                                                                  | Germania                                                               | Qual. Mondiali 2002                                                    | -                                                                      | 36’                                                                    |
| 5-9-2001                                                               | Newcastle upon Tyne                                                    | Inghilterra                                                            | 2 – 0                                                                  | Albania                                                                | Qual. Mondiali 2002                                                    | -                                                                      | 34’                                                                    |
| 5-1-2002                                                               | Riffa                                                                  | Albania                                                                | 0 – 0                                                                  | Macedonia                                                              | Tournament Bahrain                                                     | -                                                                      |                                                                        |
| 7-1-2002                                                               | Riffa                                                                  | Albania                                                                | 1 – 1                                                                  | Finlandia                                                              | Tournament Bahrain                                                     | -                                                                      | 55’                                                                    |
| 27-3-2002                                                              | Tirana                                                                 | Albania                                                                | 1 – 0                                                                  | Azerbaigian                                                            | Amichevole                                                             | -                                                                      |                                                                        |
| 17-4-2002                                                              | Andorra La Vella                                                       | Andorra                                                                | 2 – 0                                                                  | Albania                                                                | Amichevole                                                             | -                                                                      |                                                                        |
| 12-10-2002                                                             | Tirana                                                                 | Albania                                                                | 1 – 1                                                                  | Svizzera                                                               | Qual. Euro 2004                                                        | 1                                                                      |                                                                        |
| 16-10-2002                                                             | Volgograd                                                              | Russia                                                                 | 4 – 1                                                                  | Albania                                                                | Qual. Euro 2004                                                        | -                                                                      |                                                                        |
| 12-2-2003                                                              | Bastia Umbra                                                           | Albania                                                                | 5 – 0                                                                  | Vietnam                                                                | Amichevole                                                             | -                                                                      | 46’                                                                    |
| 29-3-2003                                                              | Scutari                                                                | Albania                                                                | 3 – 1                                                                  | Russia                                                                 | Qual. Euro 2004                                                        | -                                                                      | 67’                                                                    |
| 2-4-2003                                                               | Tirana                                                                 | Albania                                                                | 0 – 0                                                                  | Irlanda                                                                | Qual. Euro 2004                                                        | -                                                                      | 66’                                                                    |
| 30-4-2003                                                              | Sofia                                                                  | Bulgaria                                                               | 2 – 0                                                                  | Albania                                                                | Amichevole                                                             | -                                                                      | 46’                                                                    |
| 7-6-2003                                                               | Dublino                                                                | Irlanda                                                                | 2 – 1                                                                  | Albania                                                                | Qual. Euro 2004                                                        | -                                                                      | 58’                                                                    |
| 6-9-2003                                                               | Tbilisi                                                                | Georgia                                                                | 3 – 0                                                                  | Albania                                                                | Qual. Euro 2004                                                        | -                                                                      |                                                                        |
| 10-9-2003                                                              | Tirana                                                                 | Albania                                                                | 3 – 1                                                                  | Georgia                                                                | Qual. Euro 2004                                                        | -                                                                      | 18’                                                                    |
| 11-10-2003                                                             | Lisbona                                                                | Portogallo                                                             | 5 – 3                                                                  | Albania                                                                | Amichevole                                                             | -                                                                      | 67’                                                                    |
| 18-2-2004                                                              | Tirana                                                                 | Albania                                                                | 2 – 1                                                                  | Svezia                                                                 | Amichevole                                                             | -                                                                      |                                                                        |
| 31-3-2004                                                              | Tirana                                                                 | Albania                                                                | 2 – 1                                                                  | Islanda                                                                | Amichevole                                                             | -                                                                      | 90+3’                                                                  |
| 28-4-2004                                                              | Tallinn                                                                | Estonia                                                                | 1 – 1                                                                  | Albania                                                                | Amichevole                                                             | -                                                                      | 46’                                                                    |
| 18-8-2004                                                              | Limassol                                                               | Cipro                                                                  | 2 – 1                                                                  | Albania                                                                | Amichevole                                                             | -                                                                      | 46’                                                                    |
| 4-9-2004                                                               | Tirana                                                                 | Albania                                                                | 2 – 1                                                                  | Grecia                                                                 | Qual. Mondiali 2006                                                    | 1                                                                      | 51’                                                                    |
| 8-9-2004                                                               | Tbilisi                                                                | Georgia                                                                | 2 – 0                                                                  | Albania                                                                | Qual. Mondiali 2006                                                    | -                                                                      | 81’                                                                    |
| 9-10-2004                                                              | Tirana                                                                 | Albania                                                                | 0 – 2                                                                  | Danimarca                                                              | Qual. Mondiali 2006                                                    | -                                                                      | 53’                                                                    |
| 29-5-2005                                                              | Stettino                                                               | Polonia                                                                | 1 – 0                                                                  | Albania                                                                | Amichevole                                                             | -                                                                      | 46’                                                                    |
| 17-8-2005                                                              | Tirana                                                                 | Albania                                                                | 2 – 1                                                                  | Azerbaigian                                                            | Amichevole                                                             | -                                                                      | 46’                                                                    |
| 3-9-2005                                                               | Tirana                                                                 | Albania                                                                | 2 – 1                                                                  | Kazakistan                                                             | Qual. Mondiali 2006                                                    | -                                                                      |                                                                        |
| 8-10-2005                                                              | Dnipropetrovsk                                                         | Ucraina                                                                | 2 – 2                                                                  | Albania                                                                | Qual. Mondiali 2006                                                    | -                                                                      | 83’                                                                    |
| 12-10-2005                                                             | Tirana                                                                 | Albania                                                                | 0 – 1                                                                  | Turchia                                                                | Qual. Mondiali 2006                                                    | -                                                                      | 50’ 67’                                                                |
| 1-3-2006                                                               | Tirana                                                                 | Albania                                                                | 1 – 2                                                                  | Lituania                                                               | Amichevole                                                             | -                                                                      | 43’ 79’                                                                |
| 11-10-2006                                                             | Amsterdam                                                              | Paesi Bassi                                                            | 2 – 1                                                                  | Albania                                                                | Qual. Euro 2008                                                        | -                                                                      | 65’                                                                    |
| Totale                                                                 |                                                                        | Presenze                                                               | 42                                                                     |                                                                        | Reti                                                                   | 4                                                                      |                                                                        |

| Cronologia completa delle presenze e delle reti in nazionale (Partite non ufficiali) ― Albania | Cronologia completa delle presenze e delle reti in nazionale (Partite non ufficiali) ― Albania | Cronologia completa delle presenze e delle reti in nazionale (Partite non ufficiali) ― Albania | Cronologia completa delle presenze e delle reti in nazionale (Partite non ufficiali) ― Albania | Cronologia completa delle presenze e delle reti in nazionale (Partite non ufficiali) ― Albania | Cronologia completa delle presenze e delle reti in nazionale (Partite non ufficiali) ― Albania | Cronologia completa delle presenze e delle reti in nazionale (Partite non ufficiali) ― Albania | Cronologia completa delle presenze e delle reti in nazionale (Partite non ufficiali) ― Albania |
| Data                                                                                           | Città                                                                                          | In casa                                                                                        | Risultato                                                                                      | Ospiti                                                                                         | Competizione                                                                                   | Reti                                                                                           | Note                                                                                           |
| ---------------------------------------------------------------------------------------------- | ---------------------------------------------------------------------------------------------- | ---------------------------------------------------------------------------------------------- | ---------------------------------------------------------------------------------------------- | ---------------------------------------------------------------------------------------------- | ---------------------------------------------------------------------------------------------- | ---------------------------------------------------------------------------------------------- | ---------------------------------------------------------------------------------------------- |
| 6-9-2002                                                                                       | Kosovska Mitrovica                                                                             | Kosovo                                                                                         | 0 – 1                                                                                          | Albania                                                                                        | Amichevole                                                                                     | -                                                                                              |                                                                                                |
| Totale                                                                                         |                                                                                                | Presenze                                                                                       | 1                                                                                              |                                                                                                | Reti                                                                                           | 0                                                                                              |                                                                                                |